# Моху
Моху (рум. Mohu) — село у повіті Сібіу в Румунії. Входить до складу комуни Шелімбер.
Село розташоване на відстані 206 км на північний захід від Бухареста, 8 км на південний схід від Сібіу, 124 км на південний схід від Клуж-Напоки, 108 км на захід від Брашова.

## Населення
За даними перепису населення 2002 року у селі проживали 677 осіб.
Національний склад населення села:
| Національність | Кількість осіб | Відсоток |
| -------------- | -------------- | -------- |
| румуни         | 652            | 96,3%    |
| цигани         | 19             | 2,8%     |

Рідною мовою назвали:
| Мова      | Кількість осіб | Відсоток |
| --------- | -------------- | -------- |
| румунська | 664            | 98,1%    |
| циганська | 10             | 1,5%     |